# Pucice
Pucice [pronunciación en polaco: /puˈt͡ɕit͡sɛ/] ( en alemán: Oberhof) es un pueblo ubicado en el distrito administrativo de Gmina Goleniów, dentro del condado de Goleniów, Voivodato de Pomerania Occidental, en el noroeste de Polonia. Se encuentra a unos 12 kilómetros al suroeste de Goleniów y a 12 kilómetros al este de la capital regional Szczecin.
El pueblo tiene una población de 490 habitantes.